# عبد الرحمن الأنصاري
عبد الرحمن بن محمد الطيب الأنصاري (10 أكتوبر 1935 - 6 مارس 2023) عالم آثار ومؤرخ سعودي، ولد في المدينة المنورة في عام 1935 ميلادية، حيث أتم دراسته للمرحلة الابتدائية والثانوية فيها، هو أستاذ الآثار السابق بجامعة الملك سعود بالمملكة العربية السعودية، وهو الذي أعاد اكتشاف الموقع الأثري المشهور بقرية الفاو في نجد وسط شبه الجزيرة العربية وأشرف على أعمال التنقيب فيه لأكثر من عقدين. واختير البروفيسور الأنصاري ليكون عضواً في مجلس الشورى السعودي في دورتيه الأولى والثانية.

## تعليمه
حصل البروفيسور الأنصاري على شهادة الليسانس في اللغة العربية والأدب من جامعة القاهرة عام 1960 ثم ابتعث إلى المملكة المتحدة وحصل منها على شهادة دكتوراه الفلسفة من قسم الدراسات السامية بجامعة ليدز عام 1966. وقد عكف خلال مرحلة الدكتوراه على دراسة مقارنة لأسماء الأعلام اللحيانية وتدرب على أعمال التنقيب الأثري مع المشرف على رسالته في جامعة دورهام وفي موتيا بصقلية، كما قام بأعمال التنقيب في القدس عام 1966 مع البروفيسورة كاثلين كينيون.

## سيرته المهنية
عمل البروفيسور الأنصاري عضواً في هيئة التدريس بجامعة الملك سعود (المعروفة بجامعة الرياض سابقاً) منذ العام 1966 وحتى العام 1999، وقد تقلد خلال تلك الفترة عدة مناصب ومهام، حيث عمل عميداً لكلية الآداب في الفترة من 1971 وحتى 1972 وفي الفترة من 1988 وحتى 1994، كما عمل رئيساً لقسم التاريخ من 1974 وحتى 1978 ورئيساً لقسم الآثار والمتاحف من 1978 وحتى 1986. وابتداء من العام 1996، اختير البروفيسور الأنصاري عضواً في مجلس الشورى السعودي منذ دورته الأولى، وخدم فيه على مدى الدورتين الأوليين.
يعد البروفيسور الأنصاري من أهم رواد العمل الأكاديمي في المملكة العربية السعودية، فقد أسس لدراسة علم الآثار فيها من خلال أخذه زمام المبادرة بإنشاء تخصص الآثار ضمن قسم التاريخ بجامعة الملك سعود ثم بإنشائه قسم الآثار والمتاحف بالجامعة ذاتها في العام 1978، وهو القسم الأكاديمي الأول من نوعه في المملكة العربية السعودية. ولعل العمل الأهم الذي عرف به البروفيسور الأنصاري هو قيادته لأعمال التنقيب الأثري في قرية الفاو (التي تقع وسط الجزيرة العربية) منذ العام 1972 وحتى 1995 حينما كان يعمل في جامعة الملك سعود. وقد ألف كتاباً عنوانه «قرية الفاو: صورة للحضارة العربية قبل الإسلام» استعرض فيه نتائج المواسم الستة الأولى من التنقيب الأثري في ذلك الموقع الأثري الهام.
ومنذ عام 1420هـ (2000م) وحتى عام 1438هـ (2017م) رأس أ.د. عبد الرحمن الأنصاري هيئة تحرير مجلة أدوماتو المتخصصة في مجال الدراسات والبحوث الآثارية في المملكة العربية السعودية والعالم العربي، وهي تنشر أبحاثها باللغتين العربية والإنجليزية، ويقرأها المتخصصون والمهتمون بالآثار في مختلف دول العالم، ولديها قائمة مشتركين دائمين من مختلف الجامعات والمراكز البحثية المتخصصة، وكذلك من أساتذة الآثار والمختصين بعلم الآثار من مختلف دول العالم. وتصدر المجلة عددين سنوياً في شهري (كانون الثاني- يناير) و (تموز - يوليو). والناشر هو «مركز عبد الرحمن السديري الثقافي» وللمجلة هيئة تحرير تضم في عضويتها كل من د خليل بن إبراهيم المعيقل، ود. عبد الله بن محمد الشارخ، ود. محمد بن سلطان العتيبي، وهم من أساتذة كلية السياحة والآثار بجامعة الملك سعود بالرياض، ويعمل الأستاذ محمد صوانة/ المتخصص في الإعلام وإنتاج المطبوعات مديرا لتحرير المجلة، وللمجلة هيئة استشارية تضم في عضويتها نخبة من علماء الآثار والأكاديميين في كليات الآثار بالجامعات من مختلف دول العالم.

## إصدارات
| الكتاب                                                                   | سنة النشر | ملاحظات                                                                |
| ------------------------------------------------------------------------ | --------- | ---------------------------------------------------------------------- |
| قرية الفاو: صورة للحضارة العربية قبل الإسلام في المملكة العربية السعودية | 1982      | [ 9 ]                                                                  |
| نجران: منطلق القوافل                                                     | 2003      | سلسلة (قرى ظاهرة على طريق البخور).                                     |
| العلا ومدائن صالح (الحجر): حضارة مدينتين                                 | 2005      | سلسلة (قرى ظاهرة على طريق البخور)، بالاشتراك مع حسين أبو الحسن.        |
| حائل ديرة حاتم                                                           | 2005      | سلسلة (قرى ظاهرة على طريق البخور)، بالاشتراك مع فرج الله أحمد يوسف.    |
| الطائف: إحدى القريتين                                                    | 2005      | سلسلة (قرى ظاهرة على طريق البخور)، بالاشتراك مع محمد بن سلطان العتيبي. |
| خيبر: الفتح الذي سُر به النبي صلى الله عليه وسلم                          | 2006      | سلسلة (قرى ظاهرة على طريق البخور).                                     |
| الحضارة العربية الإسلامية عبر العصور في المملكة العربية السعودية         | 2006      | بالاشتراك مع آخرين.                                                    |
| تيماء ملتقى الحضارات                                                     | 2007      | سلسلة (قرى ظاهرة على طريق البخور)، بالاشتراك مع حسين أبو الحسن.        |
| الجوف: قلعة الشمال الحصينة                                               | 2008      | سلسلة (قرى ظاهرة على طريق البخور)                                      |
| عسير: حصن الجنوب الشامخ                                                  | 2009      | سلسلة (قرى ظاهرة على طريق البخور)، بالاشتراك مع خالد الأسمري.          |
| الباحة: الجمال الباسم                                                    | 2009      | سلسلة (قرى ظاهرة على طريق البخور).                                     |
| القصيم: تاريخ وحضارة وتجارة                                              | 2012      | سلسلة (قرى ظاهرة على طريق البخور)                                      |
| القطيف والأحساء: آثار وحضارة                                             | _ _ _     | سلسلة (قرى ظاهرة على طريق البخور)، بالاشتراك مع فرج الله أحمد يوسف.    |
| الرياض: عروس المدائن                                                     | 2015      | سلسلة (قرى ظاهرة على طريق البخور)، بالاشتراك مع فرج الله أحمد يوسف.    |

## الجوائز والأوسمة
- وسام الاستحقاق من الدرجة الأولى من المملكة العربية السعودية 1402هـ/ 1982م.
- جائزة مؤسسة التقدم العلمي الكويتية، الكويت 1404هـ/ 1984م.
- وشاح الثقافة والفنون من وزارة الثقافة بالجمهورية اليمنية 1419هـ/ 1998م.
- درع الآثاريين العرب، القاهرة 1422ه/2001م.
- ميدالية 22 مايو الذهبية من رئيس الجمهورية اليمنية 1425هـ/ 2004م.
- جائزة الأمير سلمان للريادة في تاريخ الجزيرة العربية، دارة الملك عبد العزيز 1426هـ/2005م.
- درع شوامخ المؤرخين العرب، اتحاد المؤرخين العرب بالقاهرة 1428هـ/2007م
- كرمته مكتبة الملك عبد العزيز العامة في الرياض عام 2016م تقديراً لجهوده في التاريخ والآثار واكتشافاته الأثرية.[17]
- وسام الملك خالد من الدرجة الأولى من المملكة العربية السعودية 1442هـ/ 2020م.[18]

## الوفاة
توفي يوم الاثنين 6 مارس 2023 الموافق 14 شعبان 1444هـ.

## روابط خارجية
- موقع مركز عبد الرحمن السديري ومجلة أدوماتو